# Инструментальщик
«Инструментальщик» — бывший советский и киргизский футбольный клуб из города Бишкек.

## История

### Советский период
«Инструментальщик» был основан в 1958 году.
В советские годы команда участвовала в республиканских соревнованиях в Киргизской ССР.
Кроме того, «Инструментальщик» неоднократно выступал в Кубке СССР среди коллективов физкультуры.
В 1967 году в 1/16 финала дома победил «Пединститут» из Ленинабада — 4:0, в 1/8 финала на выезде уступил «Авангарду» из Петропавловска — 0:1.
В 1971 году в 1/16 финала дома выиграл у «Булата» из Темиртау — 3:1, в 1/8 финала в гостях проиграл «Динамо» из Душанбе — 0:1.
В 1974 году в 1/16 финала в гостях победил СКИФ из Душанбе — 1:0,  в 1/8 финала дома выиграл у читинской «Звезды» — 2:0, в четвертьфинале на своём поле победил «Нефтяник» из Красноводска — 3:2, в полуфинале во Фрунзе потерпел поражение от будущего обладателя Кубка «Металлурга» из Рустави — 0:4.
В 1978 году в 1/16 финала в гостях победил «Шатлык» из Мары — 1:0, в 1/8 финала дома выиграл у «Торпедо» из Кокчетава — 2:1, в четвертьфинале на своём поле победил «Химик» из Усолья-Сибирского — 2:0, в полуфинале проиграл будущему обладателю трофея калужской «Заре» — 1:3.

### Период независимости
После того как Кыргызстан стал независимым, «Инструментальщик» был включён в высшую лигу чемпионата страны.
В 1992 году, набрав в 22 матчах 22 очка, «Инструментальщик» занял 8-е место среди 12 команд чемпионата Кыргызстана. В Кубке Кыргызстана в 1/8 финала выиграл у «Алая» из Гульчи — 2:0, в четвертьфинале проиграл «Алге» из Бишкека — 0:4.
В 1993 году «Инструментальщик» снялся с розыгрыша чемпионата страны за шесть туров до конца: в оставшихся матчах ему засчитали технические поражения и в итоге с 22 очками в 32 играх он занял 11-е место среди 18 команд. В Кубке Кыргызстана в 1/16 финала выиграл у «Жаштыка» из Иссык-Аты — 4:0, в 1/8 финала уступил «Химику» из Кара-Балты — 1:3.
В 1994 году «Инструментальщик» объединился с бишкекским «Сельмашевцем», организовав клуб «Ротор».